# Tudy

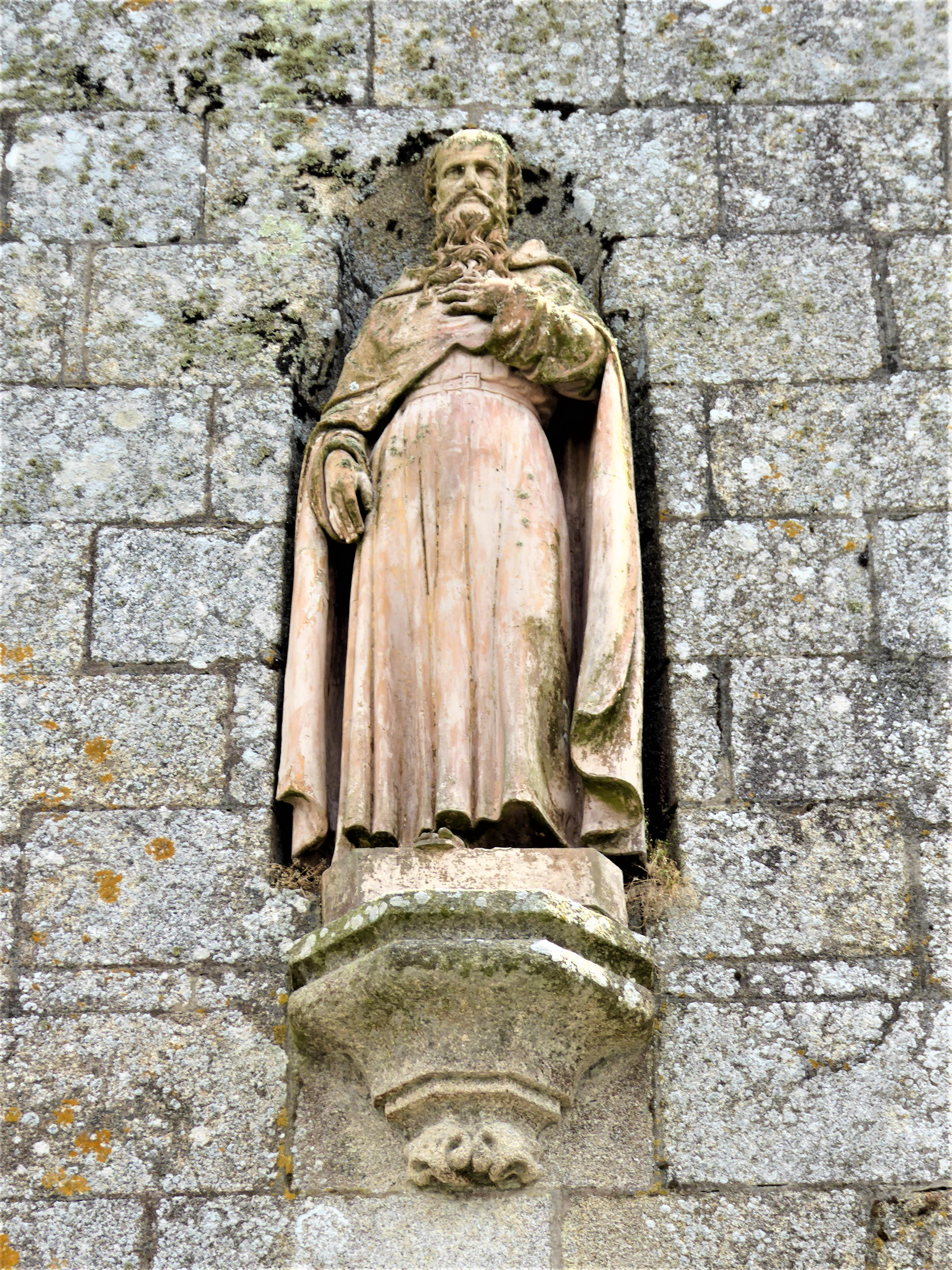
Statue des Heiligen Tudy an der Pfarrkirche von Île-Tudy

Der heilige Tudy († 5. oder 6. Jahrhundert in der Bretagne) war ein Missionar und Einsiedler.  Er wird auch Tudi, Tudec, Tudinus, Tegwin oder Thetgo genannt. Sein Gedenktag ist der 9. Mai (römisch-katholisch) bzw. der 11. Mai. (orthodox).

## Leben
Tudy führte ein Leben als Einsiedler auf der Île de Groix und soll als Gefährte des heiligen Corentin von Quimper, in dessen Lebensbeschreibung er erwähnt wird, in der Bretagne missioniert haben. Er wird auch Tudy von Landevennec genannt, da er ein Schüler des heiligen Guénolé, dem die Gründung der Abtei von Landévennec zugeschrieben  wird, gewesen sein und ihm dort als Abt nachgefolgt sein soll. Später soll Tudy eine Einsiedelei in Île-Tudy gegründet haben, die später als Klostergründung nach Loctudy verlegt wurde. Das Zentrum seiner Verehrung findet sich heute dort im bretonischen Département Finistère. Möglicherweise hat Tudy auch in Cornwall missioniert, wo ihm in der gleichnamigen Ortschaft die Pfarrkirche St. Tudy gewidmet ist. Das Patrozinium der Kirche kann aber auch auf Missionstätigkeit der Abtei von Landévennec in Cornwall zurückgehen.